# USS Peterson (DE-152)
«Петерсон» (англ. USS Peterson (DE-152) — військовий корабель, ескортний міноносець класу «Едсалл» військово-морських сил США за часів Другої світової війни.
«Петерсон» був закладений 28 лютого 1943 року на верфі Consolidated Steel Corporation в Оранджі, у штаті Техас, де 15 травня 1943 року корабель був спущений на воду. 28 вересня 1943 року він увійшов до складу ВМС США.
Ескортний міноносець «Петерсон» брав участь у бойових діях на морі в Другій світовій війні, супроводжував транспортні конвої союзників в Атлантиці. За час війни брав участь у затопленні у взаємодії з іншими протичовновими кораблями німецького підводного човна U-550.
За бойові заслуги, проявлену мужність та стійкість екіпажу в боях «Петерсон» удостоєний бойової зірки, медалей «За Європейсько-Африкансько-Близькосхідну», «За Азійсько-Тихоокеанську», «За Американську кампанії» і Перемоги у Другій світовій війні.

## Історія служби
16 квітня 1944 року в Північній Атлантиці східніше Нью-Йорка американські ескортні міноносці «Ганді», «Петерсон» та «Джойс» глибинними бомбами і артилерією потопили німецький підводний човен U-550. 44 члени екіпажу загинули, 12 врятовані.